# زبان اشاره پاراگوئه‌ای
زبان اشاره پاراگوئه‌ای زبان اشاره‌ای است که توسط ناشنوایان و کم شنوایان در پاراگوئه استفاده می‌شود.